# گرانین
گرانین (انگلیسی: Granin) یک است که در خانواده پروتئین از پروتئین‌های ترشحی تنظیم‌شده است که به‌طور فراگیر در مرکز هورمون پپتیدی و آمینی و وزیکول‌های ترشحی متراکم در مرکز ناقل‌های عصبی یافت می‌شود.
گرانین‌ها (کروموگرانین‌ها یا سکرتوگرانین) پروتئین‌های اسیدی هستند و در گرانول‌های ترشحی طیف گسترده‌ای از سلول‌های غدد درون‌ریز و نوروآندوکرین وجود دارند. عملکرد دقیق این پروتئین‌ها هنوز مشخص نشده است، اما شواهدی وجود دارد که نشان می‌دهد گرانین‌ها به عنوان پروهورمون (پیش‌ساز هورمون‌ها) عمل می‌کنند و مجموعه‌ای از قطعات پپتیدی را ایجاد می‌کنند که فعالیت‌های اتوکرین، پاراکرین و غدد درون‌ریز در شرایط آزمایشگاهی و درون‌تنی نشان داده شده‌اند. بیوشیمی درون سلولی گرانین‌ها شامل اتصال کلسیم، ATP و کاتکول آمین‌ها (اپی‌نفرین، نوراپی‌نفرین) در مرکز وزیکول ذخیره‌سازی هورمون است. همچنین شواهدی وجود دارد که کروموگرانین A و شاید سایر گرانین‌ها، ساخت وزیکول‌های ترشحی متراکم مرکزی و جداسازی هورمون‌ها را در سلول‌های نوروآندوکرین تنظیم می‌کنند.

## اعضا

### کروموگرانین‌ها
- کروموگرانین A (CgA)
- کروموگرانین ‌B (CgB)

| کروموگرانین A (پروتئین ترشحی شمارهٔ ۱ پاراتیروئید) | کروموگرانین A (پروتئین ترشحی شمارهٔ ۱ پاراتیروئید) |
| شناساگرها                                         | شناساگرها                                         |
| ------------------------------------------------- | ------------------------------------------------- |
| نماد                                              | CHGA                                              |
| نمادهای دیگر                                      | CGA                                               |
| آنتره                                             | 1113                                              |
| HUGO                                              | 1929                                              |
| میراث مندلی در انسان                              | 118910                                            |
| RefSeq                                            | NM_001275                                         |
| یونی‌پروت                                          | P10645                                            |
| اطلاعات دیگر                                      |                                                   |
| جایگاه                                            | Chr. 14 q32                                       |

| کروموگرانین B (سکروتوگرانین ۱) | کروموگرانین B (سکروتوگرانین ۱) |
| شناساگرها                      | شناساگرها                      |
| ------------------------------ | ------------------------------ |
| نماد                           | CHGB                           |
| نمادهای دیگر                   | SCG1                           |
| آنتره                          | 1114                           |
| HUGO                           | 1930                           |
| میراث مندلی در انسان           | 118920                         |
| RefSeq                         | NM_001819                      |
| یونی‌پروت                       | P05060                         |
| اطلاعات دیگر                   |                                |
| جایگاه                         | Chr. 20 pter-p12               |

### سکرتوگرانین‌ها
- سکرتوگرانین ۲ (SgII) (همچنین ببینید سکرتونورین)
- سکرتوگرانین ۳ (SgIII)
- سکرتوگرانین ۵ (SgV)

| سکرتوگرانین ۲ (کروموگرانین C) | سکرتوگرانین ۲ (کروموگرانین C) |
| شناساگرها                     | شناساگرها                     |
| ----------------------------- | ----------------------------- |
| نماد                          | SCG2                          |
| نمادهای دیگر                  | CHGC, SgII                    |
| آنتره                         | 7857                          |
| HUGO                          | 10575                         |
| میراث مندلی در انسان          | 118930                        |
| RefSeq                        | NM_003469                     |
| یونی‌پروت                      | P13521                        |
| اطلاعات دیگر                  |                               |
| جایگاه                        | Chr. 2 q35-q36                |

| سکرتوگرانین ۳ (FLJ90833) | سکرتوگرانین ۳ (FLJ90833) |
| شناساگرها                | شناساگرها                |
| ------------------------ | ------------------------ |
| نماد                     | SCG3                     |
| نمادهای دیگر             | SGIII                    |
| آنتره                    | 29106                    |
| HUGO                     | 13707                    |
| میراث مندلی در انسان     | 611796                   |
| RefSeq                   | NM_013243                |
| یونی‌پروت                 | Q8WXD2                   |
| اطلاعات دیگر             |                          |
| جایگاه                   | Chr. 15 q21.3            |

| سکرتوگرانین ۵ (پروتئین ۷بی۲) | سکرتوگرانین ۵ (پروتئین ۷بی۲) |
| شناساگرها                    | شناساگرها                    |
| ---------------------------- | ---------------------------- |
| نماد                         | SCG5                         |
| نمادهای دیگر                 | SGNE1                        |
| آنتره                        | 6447                         |
| HUGO                         | 10816                        |
| میراث مندلی در انسان         | 173120                       |
| RefSeq                       | NM_003020                    |
| یونی‌پروت                     | P05408                       |
| اطلاعات دیگر                 |                              |
| جایگاه                       | Chr. 15 q13-q14              |